# 康大和
康大和（1498年—1577年），字原中，號礪峰，福建興化府莆田縣人，鹽籍，明朝政治人物，嘉靖乙未進士，官至南京工部尚書。

## 生平
弘治十一年（1498年）十月初七日生于莆田县崇福里砺山（今莆田市秀屿区月塘乡前康村），嘉靖十三年（1534年）甲午科福建鄉試第六十九名舉人，三十八岁中式十四年（1535年）乙未科会试第十二名，二甲第九名進士，選翰林院庶吉士，十六年正月授翰林院编修。二十八年二月，九年秩满，升为侍读，八月与阎朴主考己酉科顺天府乡试。升右春坊右谕德兼翰林院侍讲，三十二年十月升翰林侍讲学士掌院事，三十三年三月升南京礼部右侍郎，四十年二月升南京工部尚书，四十二年三月以考察致仕。万历五年卒，年八十。有《砺峰集》。
康太和居翰苑二十年，颇有文望，与关中王维桢齐名，人有“康、王”之称。

## 家族
曾祖康遜安；祖父康良義，曾任壽官；父康長源，號毅庵，贈南京礼部右侍郎。母崔氏。慈侍下。弟康大充。

## 佚事
《萬曆野獲編》載，嘉靖四十三年（1564年），倭寇破福建興化，康大和避难到浙江秀水，投奔故交、卸任吏部尚書吳鵬，借住吳家空宅數年。一日，吳家迎春慶典，吳、康皆在座。優人誇讚二人“樑”、“柱”，被一學子解讀為噩兆。二人非常不悅。同年，康大和因此回鄉。不久，二人皆不再起。
隆庆三年（1569年），康大和與同鄉致仕南京刑部尚书林云同、云南知府郑弼、衡州知府林允宗、潮州知府陈叙、广东布政司参议雍澜、南京户部主事柯维骐、长芦盐运使林汝永，举逸老会，时称“莆田八老会”，又称“八仙会”。